# Ouse, East Sussex
River Ouse är ett vattendrag i Storbritannien.   Det ligger i grevskapet East Sussex och riksdelen England, i den södra delen av landet, 70 km söder om huvudstaden London.